# Yaverlestes
Yaverlestes gassoni — вимерлий ссавець, який належить до раннього крейдяного періоду, 130 мільйонів років тому. Це частина Вессексської формації з острова Вайт, Англія. Голотип BMNH M 54386 — це часткова щелепа, знайдена поблизу Яверленду.
Назва роду, Yaverlestes, походить від Yaverland, місця його відкриття, і lestes, що грецьке означає злодій. Специфічний епітет «гассоні» — на честь Браяна Гассона, його першовідкривача.